# Априльяно
Априльяно (італ. Aprigliano, сиц. Apriglianu) — муніципалітет в Італії, у регіоні Калабрія, провінція Козенца.
Априльяно розташоване на відстані близько 440 км на південний схід від Риму, 45 км на північний захід від Катандзаро, 12 км на південний схід від Козенци.
Населення — 2896 осіб (2014).
Щорічний фестиваль відбувається 16 серпня. Покровитель — святий Рох.

## Демографія
Населення за роками:

Станом на 1 січня 2023 року в муніципалітеті офіційно проживало 58 іноземців з 12 країн, серед них 31 громадянин країн Євросоюзу та 2 громадяни України.

## Сусідні муніципалітети
- Челлара
- Козенца
- Фільїне-Вельятуро
- Паренті
- Педаче
- П'яне-Краті
- П'єтрафітта
- Рольяно
- Сан-Джованні-ін-Фйоре
- Санто-Стефано-ді-Рольяно
- Котронеї
- Таверна